# Axel Nepraunik
Axel Nepraunik, född 3 februari 1945, är en friidrottare från Österrike. Han deltog vid olympiska sommarspelen 1972.